# تلمبه عباس فتحی
تلمبه علی فتحی یک منطقهٔ مسکونی در ایران است که در دهستان بنارویه واقع شده‌است.